# Edinaldo Gomes
Edinaldo "Naldo" Gomes Pereira (ur. 28 sierpnia 1988 w Santo André) – brazylijski piłkarz występujący na pozycji obrońcy w Espanyolu Barcelona.